# Gymnogramma guianensis
Gymnogramma guianensis là một loài dương xỉ trong họ Pteridaceae. Loài này được Klotzsch mô tả khoa học đầu tiên năm 1847.
Danh pháp khoa học của loài này chưa được làm sáng tỏ. 